# Rouby
Rouby (biał. Раўбы, Rauby; ros. Ровбы, Rowby) – wieś na Białorusi, w obwodzie grodzieńskim, w rejonie lidzkim, w sielsowiecie Możejków, nad Lebiodą.

## Historia
W XIX i w początkach XX w. okolica szlachecka położona w Rosji, w guberni wileńskiej, w powiecie lidzkim, w gminie Lebioda.
W dwudziestoleciu międzywojennym zaścianek leżący w Polsce, w województwie nowogródzkim, w powiecie szczuczyńskim (od 29 maja 1929, wcześniej w powiecie lidzkim), w gminie Lebioda. W 1921 miejscowość liczyła 140 mieszkańców, zamieszkałych w 31 budynkach, wyłącznie Polaków wyznania rzymskokatolickiego.
Po II wojnie światowej w granicach Związku Sowieckiego. Od 1991 w niepodległej Białorusi.